# 斯維德尼克縣

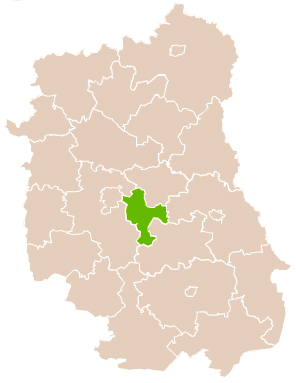

51°13′N 22°42′E / 51.217°N 22.700°E
希維德尼克縣（波蘭語：Powiat świdnicki），是波蘭的縣份，位於該國東部，由盧布林省負責管轄，首府設於斯維德尼克，面積469平方公里，2015年人口72,642，人口密度每平方公里150人。